# Herpetologi
Herpetologi er både en betegnelse for den gren af zoologien, der beskæftiger sig med studiet af padder og krybdyr og en betegnelse for læren om hududslæt.
En herpetolog er en person, der er specialist inden for et af disse fagområder.